# Deetz (Zerbst)
Deetz ist ein Ortsteil der gleichnamigen Ortschaft der Stadt Zerbst/Anhalt im Landkreis Anhalt-Bitterfeld in Sachsen-Anhalt, (Deutschland).

## Geografie

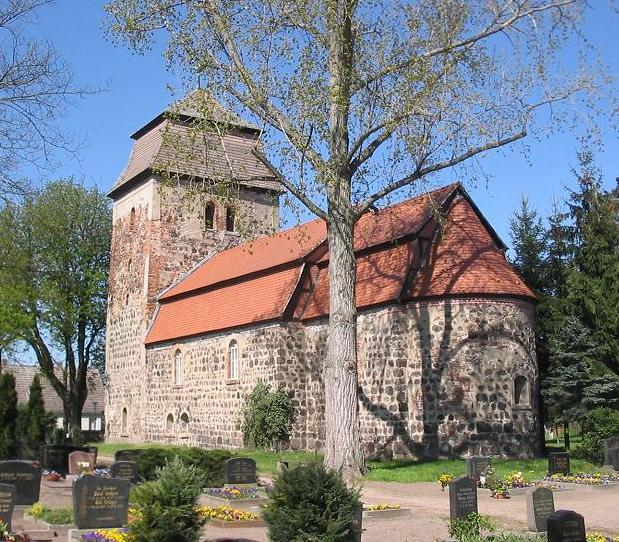
Dorfkirche Deetz aus Feldstein, 12. Jahrhundert

Das Dorf Deetz liegt an der nördlichen Nuthe, zehn Kilometer nordöstlich von Zerbst, am Rande des südwestlichen Fläming. Deetz gehört zum 2005 erklärten Naturpark Fläming.
Der am östlichen Ortsrand liegende Deetzer Teich ist ein 57 ha großer, bereits 1583 künstlich aufgestauter See. 1840 bestätigte der Landesherr Herzog Leopold IV. die Erbpacht des Fischteiches und der hinter dem Damm liegenden Wassermühle, der später ein Sägewerk angeschlossen war. Der Deetzer Teich liefert auch heute noch Karpfen („Fischzug“ im Herbst, bei dem das Wasser des Teiches abgelassen wird). Der Teich dient auch der Naherholung, es gibt eine Badestelle und einen Bootsverleih.

## Geschichte
1314 taucht der Ort als Detitz erstmals urkundlich auf. Im Jahre 1618 zählte man in Deetz 14 Voll- und 3 Halbbauern sowie 14 Kossaten. Das Dorf Deetz kam 1798 durch die Teilung des Zerbster Landes an Anhalt-Köthen und gehörte zum Amt Lindau, nach Erlöschen der Herzogsfamilie 1847 an Anhalt-Bernburg, 1863 an Anhalt-Dessau.
Am 1. Januar 2010 wurde die Gemeinde Deetz nach Zerbst/Anhalt eingemeindet.

### Bevölkerungsentwicklung
| Jahr | Einwohner |
| ---- | --------- |
| 1818 | 281       |
| 1848 | 344       |
| 1871 | 390       |
| 1900 | 547       |
| 1925 | 722       |

| Jahr | Einwohner |
| ---- | --------- |
| 1939 | 770       |
| 1964 | 868       |
| 1971 | 833       |
| 1981 | 814       |
| 1986 | 800       |

| Jahr | Einwohner |
| ---- | --------- |
| 1991 | 790       |
| 1996 | 800       |
| 1997 | 807       |
| 1998 | 827       |
| 1999 | 789       |

| Jahr | Einwohner |
| ---- | --------- |
| 2000 | 792       |
| 2001 | 793       |
| 2002 | 783       |
| 2003 | 768       |
| 2004 | 746       |

| Jahr | Einwohner |
| ---- | --------- |
| 2005 | 740       |
| 2006 | 736       |
| 2007 | 725       |
| 2008 | 706       |
| 2009 | 699       |

| Jahr | Einwohner |
| ---- | --------- |
| 2010 | 682       |
| 2012 | 733       |
| 2015 | 667       |

## Politik

### Ortschaftsrat
Als Ortschaft der Stadt Zerbst/Anhalt übernimmt ein so genannter Ortschaftsrat die Wahrnehmung der speziellen Interessen des Ortes innerhalb bzw. gegenüber den Stadtgremien. Er wird aus neun Mitgliedern gebildet.

### Bürgermeister
Als weiteres ortsgebundenes Organ fungiert der Ortsbürgermeister, dieses Amt wird zur Zeit von Tobias Böttcher wahrgenommen.

### Wappen
| | Blasonierung: „In Blau drei auswärtsgekehrte silberne Karpfen im Dreipass, dazwischen je ein goldenes Ährenpaar.“ |
| Wappenbegründung: Die Farben des Ortes sind Weiß (Silber) - Blau. Der blaue Schild mit den silbernen Karpfen steht für die Fischzucht in den Nutheflüssen. Die Landwirtschaft (Ackerbau) wird durch die goldenen Ähren versinnbildlicht. Ihre Dreipassanordnung mit den Karpfen im Schild unterscheidet sich zu sonst üblichen Formen in Wappenbildern der Region. Das ist wesentlich, denn die Ähren-Symbolik schmückt sehr häufig deutsche Wappen. Das Wappen wurde vom Heraldiker Jörg Mantzsch aus Magdeburg gestaltet und am 16. September 2014 unter der Registratur 33 ST in die Deutsche Ortswappenrolle (DOWR) des HEROLD eingetragen und dokumentiert. Gestiftet wurde es vom Ortsbürgermeister, um es als Symbol der örtlich-lokalen Identität außerhalb von Amtshandlungen zu führen. | |

## Kultur und Sehenswürdigkeiten
Bedeutendstes Bauwerk ist die um 1170 erbaute romanische Feldsteinkirche mit eingezogenem Chor und gleichhoher halbrunder Apsis. Der um 1200 angefügte schiffbreite Westturm wurde später aufgestockt und zeigt im oberen Bereich Mauerwerk aus Feld- und Ziegelsteinen mit Verputzresten. Im 18. Jahrhundert wurden die Fenster im Stil des Barock verändert, Mansarddächer aufgesetzt und die Inneneinrichtung im Stil der Zeit erneuert.
Auf dem benachbarten Ortsfriedhof befindet sich die Grabstätte für einen während des Zweiten Weltkrieges nach Deutschland verschleppten und namentlich bekannten Jugoslawen, der 1943 ein Opfer der Zwangsarbeit wurde.

## Verkehrsanbindung
Von Deetz aus führen Straßenverbindungen über Dobritz nach Dessau-Roßlau, nach Zerbst/Anhalt, nach Lindau sowie nach Nedlitz (an der B 246). Der Haltepunkt Deetz lag an der „Kanonenbahn“ genannten Bahnstrecke Berlin–Blankenheim; in den 1990er-Jahren wurde die Strecke für Geschwindigkeiten von bis zu  160 km/h ausgebaut und elektrifiziert, zeitweise verkehrten hier sogar ICE-Züge (ohne Halt), die Strecke wurde jedoch im Dezember 2004 stillgelegt.

## Söhne und Töchter
- Christian Karl Leman (1779–1859), Rechtswissenschaftler und Hochschullehrer
- Eduard Külz (1845–1895), Physiologe